# Stockton-on-Tees (borough)
Le borough de Stockton-on-Tees est un territoire relevant d’une autorité locale unique situé dans le comté du Durham, en Angleterre. Son chef-lieu est Stockton-on-Tees. Depuis 2016, elle fait partie de l'autorité combinée de la vallée de la Tees.

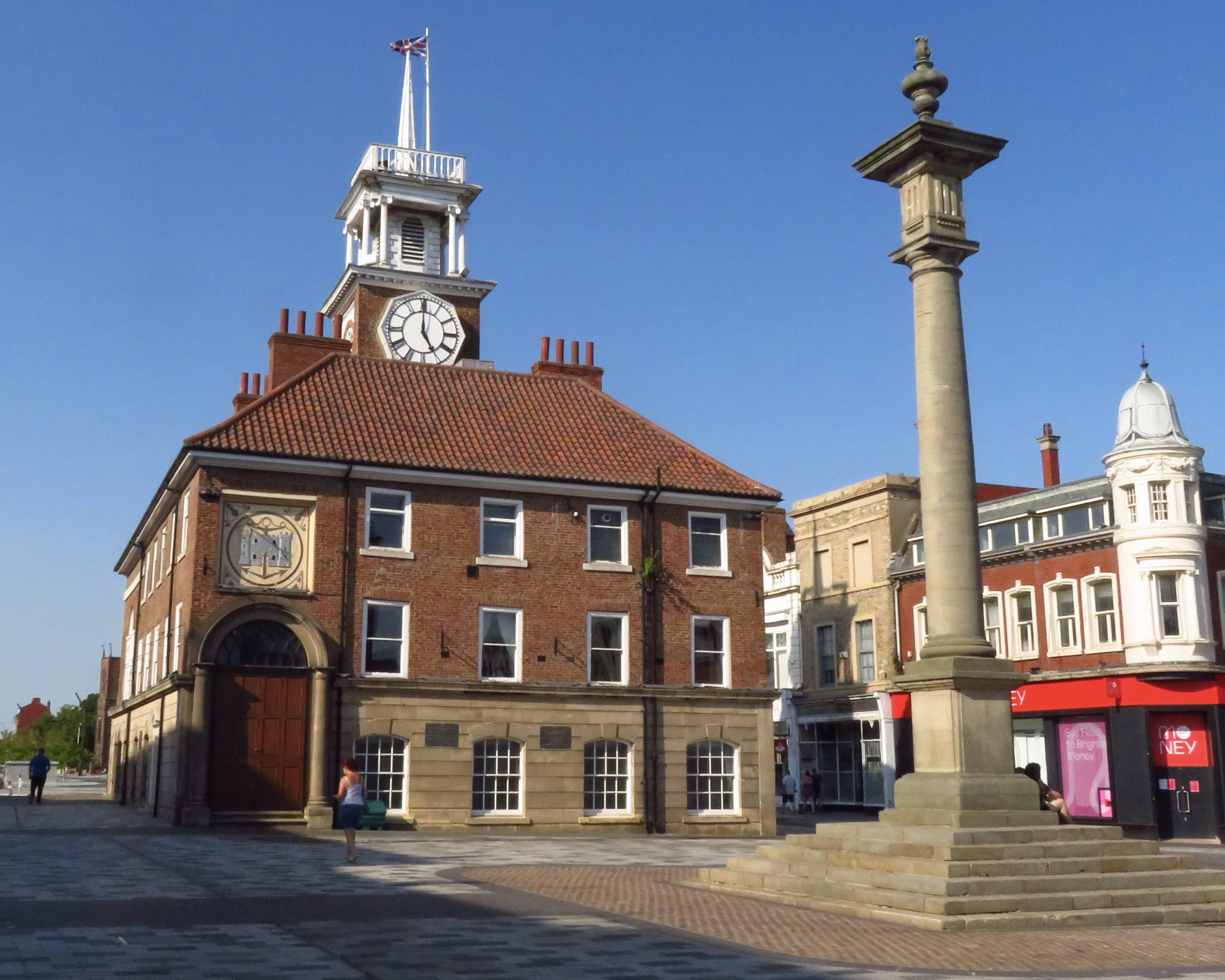
Ancien hôtel de ville de Stockton-on-Tees

Les principales autres localités du comté sont :
- Billingham
- Thornaby-on-Tees
- Yarm
- Ingleby Barwick